# 小行星25542
小行星25542（25542 Garabedian）是一颗绕太阳运转的小行星，为主小行星带小行星。该小行星于1999年12月发现。

## 轨道参数
小行星25542的轨道半长轴为365 708 091 km（2.4445728 UA），离心率为0.093。